# ソリッド・ステート・ロジック
ソリッド・ステート・ロジック（英: Solid State Logic、SSL）は、イギリス中西部のオックスフォードに本社と製品の製造工場を置くミキシング・コンソール、デジタルおよびアナログ・オーディオ・インターフェース、DAW向けの各種ソフト・ウェア等の開発、製造、販売している音響メーカーである。世界各国のスタジオ等で幅広く導入されているコンソールのメーカーとして知られる。

## 概要
当初はパイプ・オルガンの弁を制御する装置の開発を行っていた。社名はロジック回路制御に半導体（ソリッド・ステート）を使ったことに由来する。
ミキシング・コンソールおよび各種オーディオ・インターフェース並びにデバイスを製造するメーカーとしては世界最大級であり、同社製造のコンソールは世界各国で約3,000台近くがレコーディング・スタジオや映画スタジオ等で用いられている。また、イギリスのBBC、日本のNHK、アメリカのABC、NBCなどの放送局でも同社のコンソールが音楽番組用などのために導入されていて、サラウンド対応のミキシング・システムとしても活用されている。

## 歴史
- 1969年 - イギリス・オックスフォードにあるサイエンス・パークにて設立。
- 1977年 - "SL 4000 B"コンソールと自社独自のスタジオ・コンピューター・システムと運用ソフトウェアを発表。
- 1981年 - "SL 4000 E"がイギリスの最優秀設計協議会賞を受賞。この頃から日本を含む多くのスタジオ等でSSL製コンソールが用いられるようになる。
- 1991年 - ムービング・フェーダーとVCAフェーダーを自由に切り替え可能なフェーダー・オートメーション・システムである"アルティメーション"を発表。映画用サラウンド・フォーマットに対応した"SL 8000 G"を発表。
- 1992年 - オートメーション・ミキシング・システム"Scenaria"を発表。当時、DAWの先駆けでもあった。
- 1993年 - "OmniMix"と、Gシリーズ以上の信号処理を実現した放送用コンソール"SL 8000 GB"を発表。
- 1993年 - 日本のスタジオのカスタム・コンソールをモデリングした"SL 4000 G+"を発表。
- 1994年 - オートメーション機能を強化し、フェーダー以外の部分にもコンピューター・オートメーション機能を取り入れた"SL 9000 J"を発表。
- 1995年 - フル・デジタル・コンソールの"Axiom"を発表。映像スタジオおよび放送用スタジオにも対応した同社初のデジタル・コンソール。
- 1996年 - フル・デジタル・コンソールの"Aysis"を発表。
- 1997年 - 映画関連とポスト・プロダクションに特化された"Avant"を発表。
- 1998年 - "Axiom MT"と"Aysis Air"を発表。
- 2000年 - 高いコスト・パフォーマンスと5.1チャンネル・サラウンド互換を実現した"SL 8000 G+"を発表。
- 2002年 - "XL 9000 K"を発表。
- 2003年 - "XLogic"、"C 100"、"C 200"を発表。
- 2004年 - DAWとの互換性を持つ"AWS 900 Analogue Workstation System"を発表。
- 2005年 - "C 300"、DAW向けの"Plug-Ins"および、"XLogic"の発展形の発表。
- 2006年 - "Duality"、"AWS 900+"、"Duende Plug-Ins"、"Alpha-Link & Delta-Link"'、"XLogic Alpha Channel"、"XLogic X-Rack"などを発表。
- 2007年 - "C Series - HD Range"、"XLogic Alpha VHD Pre"、"Mixpander"や"Duende Plug-In Drumstrip"、"Duende Plug-In X-EQ"などを発表。
- 2008年 - "Mynx"、"Matrix"、"MadiXtreme"、"Duende PCIe"、"Pro-Convert"、"Duende Mini"、"Duende Plug-In X-Comp"などを発表。

## 主な機種

### SL 4000 シリーズ

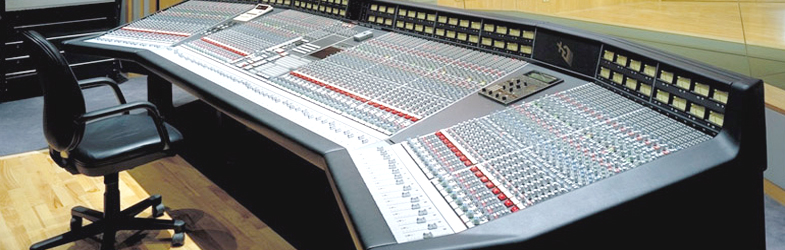
SL 4072 G+。タウンハウス・スタジオ（ロンドン）にて。

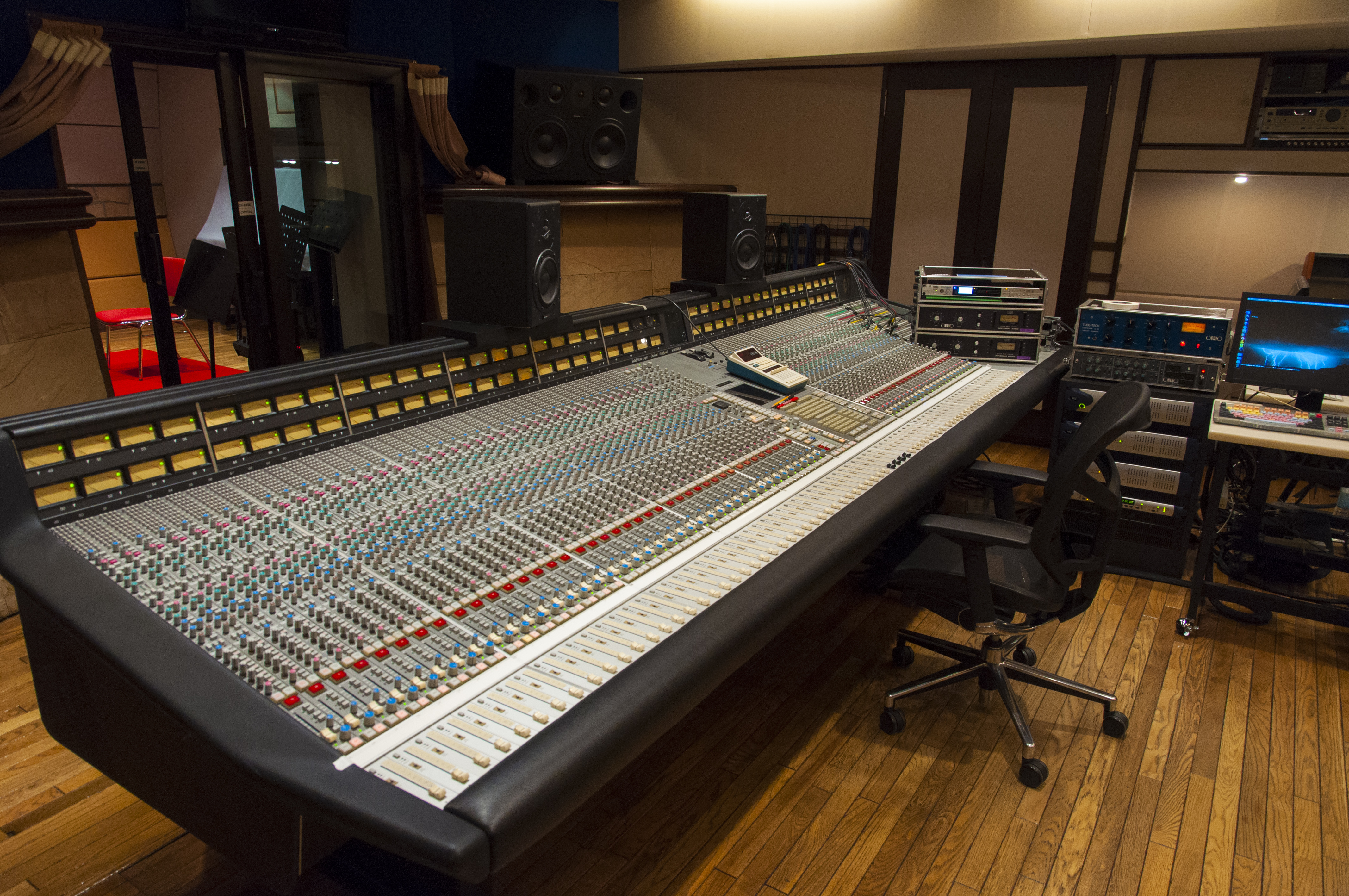
SL4064G+

SL 4000 シリーズは1970年代後半から様々なスタジオに対して最も数多く導入されたコンソールの一種で、Eシリーズ以降は世界各国の様々なスタジオへ導入され、以後Gシリーズへと進化した。このコンソールの普及により、スタジオ間を移動して行われるレコーディング・セッションにおいては、スタジオが変わりB/E/Gとコンソールのタイプが変わったとしても、ミキシング上ではほぼ変わりない作業が維持出来たため、1つのミキシング用プラット・フォームとして存在した。
VCA（Voltage Controled Amplifier）回路を利用した「フェーダー・グルーピング」と「フェーダー・オートメーション」、チャンネル・モジュールの設定を保存して元のパラメーターに復帰可能な「トータル・リコール・システム（業界初）」など様々な機能が当初から搭載されたコンソールでもあり、それまでのスタジオにおけるコンソールの概念から大きく飛躍した製品群となっている。
実装されるチャンネル・モジュール数を含めた表記方法では「SL 4056 E（モジュール数が56本）」や「SL 4064 G（モジュール数が64本）」等のように数字部分の下二桁が実装チャンネル・モジュール数となるが、ステレオ・チャンネル・モジュールも存在するため、実際には仕様によって表示数より使用可能な入力数が異なる。例えば表記上が「SL 4072 G」の場合でもステレオ・チャンネル・モジュールが8本実装されている場合には入力チャンネル数は合計80チャンネルとなるなど、モジュール数とチャンネル入力数は異なる事になる。
コンピューター・オートメーション機能はオプション扱いとなっていたため、コンピューター未搭載の仕様も存在するが、コンピューター搭載でトータル・リコール機能を搭載していない場合の表記は「SL 4056 G PR」となりプライマリーの意味を持つ「PR」が型番末尾に付き、トータル・リコール機能搭載の場合には「SL 4000 G TR」のようにトータル・リコールを表す「TR」が型番末尾に付くことから、コンピューターの仕様は表記されている型番から確認する事が出来る。
SL 4000 B

SL 4000 E
BおよびEシリーズのコンピューター・オートメーションのオペレーション用キーボードは小型の物が搭載されていて、センター・セクションはGシリーズに比べ幅が狭くなっている。
Eシリーズに搭載されるEQのタイプは3種類存在していて、EQのLOWステージのつまみ上部のキャップ色が「茶色、オレンジ、黒」と各々が色分けされているのでその部分で見分ける事が出来る。「茶」は「ナロー」タイプとなっていて4000 シリーズ開発当初からの周波数特性となっている物でQ幅が割と広めで緩やかなカーブを持ち、「オレンジ」は「パルテック」タイプと呼ばれ、PULTEC（Pulse Techniques, Inc.）の有名なEQP-1A3などのイコライザーにあるQ幅の周波数特性となっている物で、「黒」は「ニュー・スタンダード」タイプと呼ばれ、ナローとパルテックの中間的な周波数特性になっていて、Q幅が3種類の中では一番狭いタイプになる。その後Gシリーズになってからはこの「ニュー・スタンダード」を踏襲された物が使用されている。
型番が「SL 4056 E」などとなっていてもGシリーズ発表以降はGシリーズ・コンピューター・ソフトウェアやハードウェアの変更などを経てGシリーズ・コンピューター・システムに変更して搭載したため、外見上はEシリーズでもGシリーズと同じ内容のコンピューター・オートメーションが可能になっている。
SL 4000 G
Gシリーズは4000シリーズでは初となるメジャー・アップデートとなり、H/Aのゲイン・コントロールがステップ式となり+4dB入力のライン・レベルからも取り扱えるゲイン設定となり調整許容範囲が広がった。EQ等の特性も改善され、それまでのシリーズとは明らかな音質変更がもたらされた。
Solo Isolate（ソロ・モードの時にカット対象に加えない機能）の設定がチャンネル毎にグループ・マスター・ボリュームのノブ部分で設定できるようになったため、それまではリバーブレーター等のエフェクターを立ち上げているチャンネルはソロにしたいチャンネルと同時にソロに入れなければならなかったが、運用上の利便性が図られる機能として搭載された。
コンピューター・オートメーション・システムも改善され、アルファベット入力用のキーボードがフルサイズ化されてファンクション・キーなども搭載され、それに伴ってコンソールのセンター・セクションがEシリーズよりチャンネル・モジュール4本分ほど拡大されたフレーム構成になった。
SL 4000 G+
SL 4000 Gのマイナー・アップグレード版としてリリースされ、チャンネル・モジュール内部配線や各パーツの刷新等が行われ、音質向上または改善がもたらされた。
センター・セクション内のメーター・ブリッジ・セクションに液晶表示形式のオシロスコープが内蔵され、チャンネル・モジュールなどのパネル面はGシリーズから採用された明るめなブルー・グレー色より若干濃い色へと変更され、Eシリーズに近い色調に戻った。

### SL 5000、SL 6000、SL 8000 シリーズ

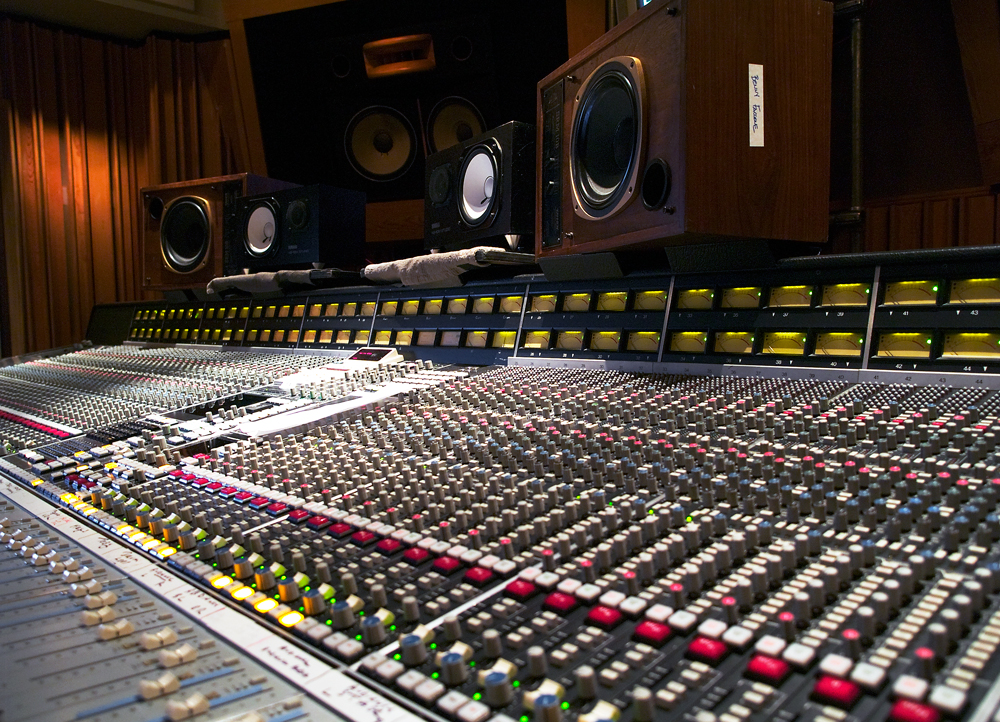
SL6072E/G

チャンネル・モジュールのオーディオ特性的には4000 シリーズの流れを持ち、放送および映画関連に特化した機能が強化されたコンソール。
- SL 5000
- SL 6000 E
- SL 6000 G
SL 6000シリーズはSL 4000 Eシリーズの登場とほぼ同じ頃から存在していて、ステレオ・ミックス・バスが単一のステレオ・バスだけでは構成されず、A/B/Cという3チャンネルのステレオ・ミックス・バスがステレオ・マスター・フェーダー手前に増えた形となり、そこからステレオ・マスター・フェーダーへ流れる信号経路とは別にA/B/C各々のステレオ・バスとして音声信号を取り出す事が可能になる仕様になっている。A/B/Cのステレオ・バスが追加されチャンネル・モジュールのラージ・フェーダー側にA/B/Cのいずれかにアサイン出来る回転式セレクターと、グループ・バス出力先設定にもA/B/Cのアサイン・スイッチが追加た点以外はSL 4000 シリーズの基本仕様に準拠したコンソール仕様となっている。
3チャンネルのステレオ・ミックス・バスが搭載された事によって、音声信号の最終出力段では何通りかのミキシング・ソースとして出力可能になり、A/B/Cの出力最終部分では各々からステレオ・マスター・フェーダーにアサインして全ての音声信号をまとめたミキシング・ソースと、A/B/C各々から独立したミキシング・ソースも同時出力する事が可能になるため、マイナス・ワン（歌やギターソロなどをミックスされた中から除外した形）でのミキシング・ソース作成やマルチトラック・オーディオ・システム向けのマルチトラック作成を同時に行う事が出来るため、映画および放送用スタジオ以外にレコーディング・スタジオへも導入された。
ただし、コンソールのマスター・セクションに搭載されているマスター・コンプレッサーはステレオ・マスター・フェーダー経由の出力分しか搭載されていなかったので、あくまでも補助的にA/B/Cステレオ・バスを使用する事になるが、最終ミックス・アウト手前で3チャンネルにグループ分けされたミキシング・ソースに対して個別のトータルEQやトータル・コンプレッサーまたはリミッターなどを付加する事が可能になるので、ボーカル・セクション、バッキング・トラック、ストリングスなどのオーケストラ・セクションをA/B/Cそれぞれのミックス・バスに分けた形でルーティングするなど、SL 4000 シリーズに比べるとミキシング・ソースに対する柔軟性は幅広い。
- SL 8000

### SL/XL 9000 シリーズ

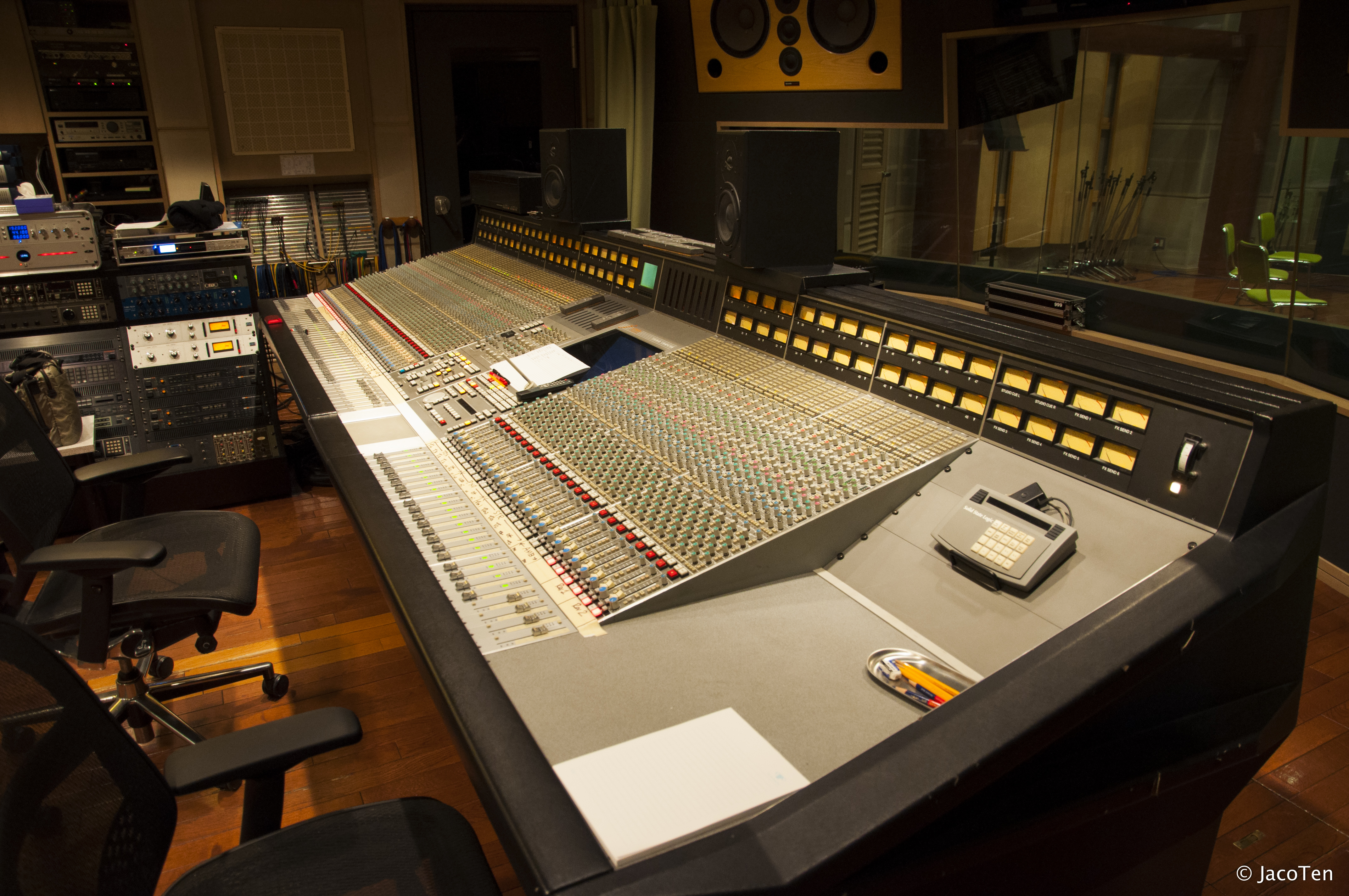
SL9064J

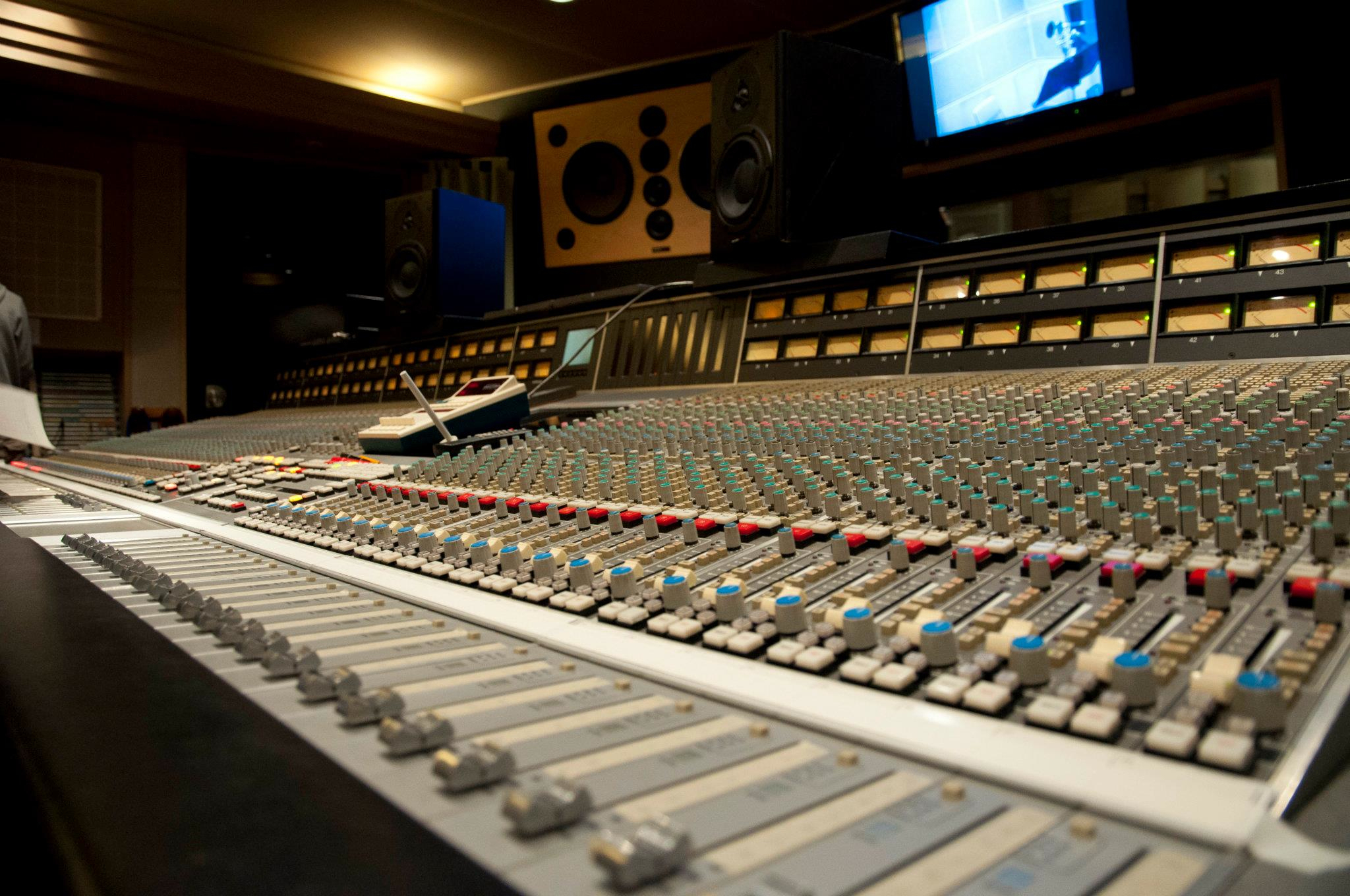
SL9064J

SuperAnalogue™ 回路を基本路線に、それまでのアナログ・コンソールの理念や特性を遙かに凌駕させたシリーズで、それまでの4000 シリーズのチャンネル・モジュール上各種レイアウトは概ね踏襲されたが、回路内部に関しては全て刷新開発された回路が搭載されている。EQではSL 4000 Eシリーズの特性を持たせた「E type EQ」がセレクト・スイッチにより選択可能になっていて、古き良き伝統的なSSL EQ サウンドと9000Jシリーズの標準搭載EQとのコラボレートが可能になっている。ダイナミクス・セクションにも回路および機能追加変更が大々的に行われていて、コンプレッション、リミッティング、ノイズ・ゲート、エクスパンダーなどのダイナミクス系処理に対して、より幅広い対応が可能になっている。センター・セクションの各種テープレコーダーおよびVTR制御用ロケーターの仕様も大幅に変更され、より総合的コントロールが可能になる構成になっている。
コンピューター・オートメーションのシステムはオペレーション用にキーボード類以外にも、ポインティング・デバイスであるペン・タブレットが追加され、操作確認用ディスプレイも通常のコンピューター用モニター・ディスプレイ同様の大型ディスプレイへと変更された。オートメーション可能範囲もこれまでのラージ・フェーダーおよびチャンネル・カット・ボタン以外にスモール・フェーダーとON/OFFスイッチなどもオートメーション可能になる高機能型へと変更された。フェーダー・オートメーションにはアルティメーション・システムが採用されている。ダイナミクス回路の機能も強化され、専用アウトボードと遜色ないほどに様々な設定が出来るようになるなど様々な変更がもたらされた。
SL 9000 J
初期型にはハードディスク・レコーダー機能がオプション搭載されていて、各チャンネル・モジュール毎にレコーディング・トラックが用意でき録音編集作業も可能で、現在普及しているProToolsのハード・ウェア版大型システムとして研究開発されていたが、システムの対応性などから現在では使用されていない。
XL 9000 K
同社のアナログ・コンソールにおけるフラッグシップ・モデル。ミキシングおよびモニタリングにおいて、5.1ch サラウンドにオプション機能追加無しでフル対応したコンソール。

### デジタル・コンソール

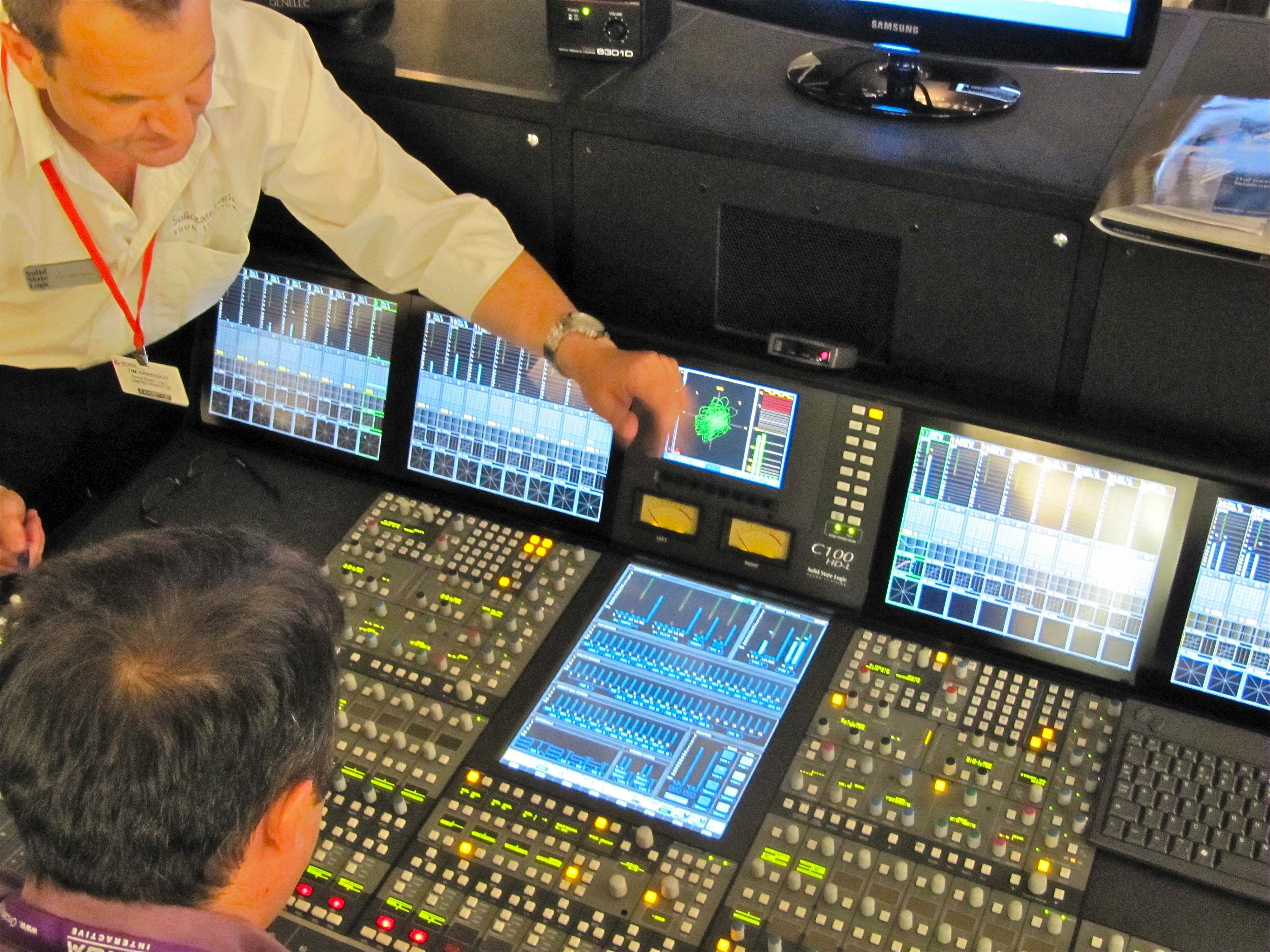
C100 HD-L

- Axiom
- C100
- C200
- C200 HD
- C300

### DAW コンソール

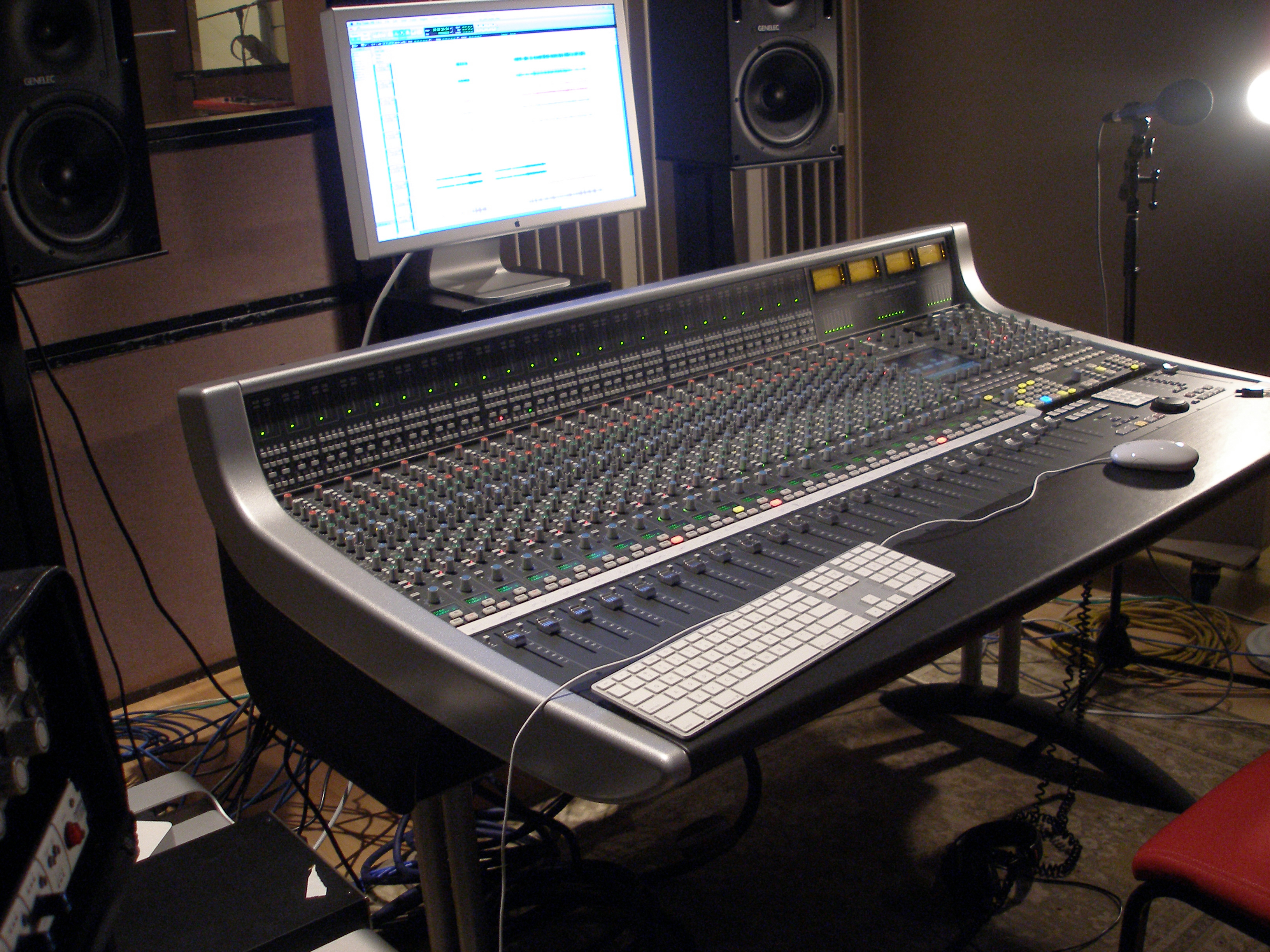
AWS 900+

ProTools等のDAWコントローラーとしての機能を搭載したアナログ・コンソールで、通常のコンソールとしてもスタンド・アローン運用が可能になっている。
- AWS 900
- AWS 900+
- AWS 900+ SE
AWS 900 シリーズはSuperAnalogue™ コンソールが進化した機種で、包括的なDAWコントローラーとしての機能を融合したオペレーションが可能になっている。
特徴としては、ウルトラ・クリーン SuperAnalogue™ マイク・プリアンプ、EまたはGという2つのEQ特性が選択可能、SSLの標準的なダイナミクス機能、ミキシングおよびモニターリングでは5.1chサラウンドまで対応、ムービング・フェーダー搭載などがある。
第3世代のモデルとして「AWS 900+ SE」があり、「Duality」にも搭載されている「Logictivity ブラウザ」機能が新たに追加されていて、それまでの外部MIDIインタフェースを使用したMIDIベースでのインターフェース・コントロール信号のやり取りではなく、Ethernet（イーサネット）接続によるやり取りが可能になっている。（AWS 900 および AWS 900+ からのアップグレードも可能）コンソールのソフトウェア・アップデートが可能になっているシリーズでもある。
他に「AWS900+ SE」で搭載された新機能には、AUTO CUE機能やMonitor Volume Pot Calibration、Solo Isolate、同時に2つのDAWを立ち上げてのコントロール、Soft Boot パワー・サイクリング等がある。
- Duality
- Duality SE
SSLの伝統的なアナログ・パスやシグナル・プロッセシングと、DAWコントロール機能とをひとつに統合したハイブリッド式サーフェスを持ち合わせたコンソール。
- Matrix

### XLogic シリーズ

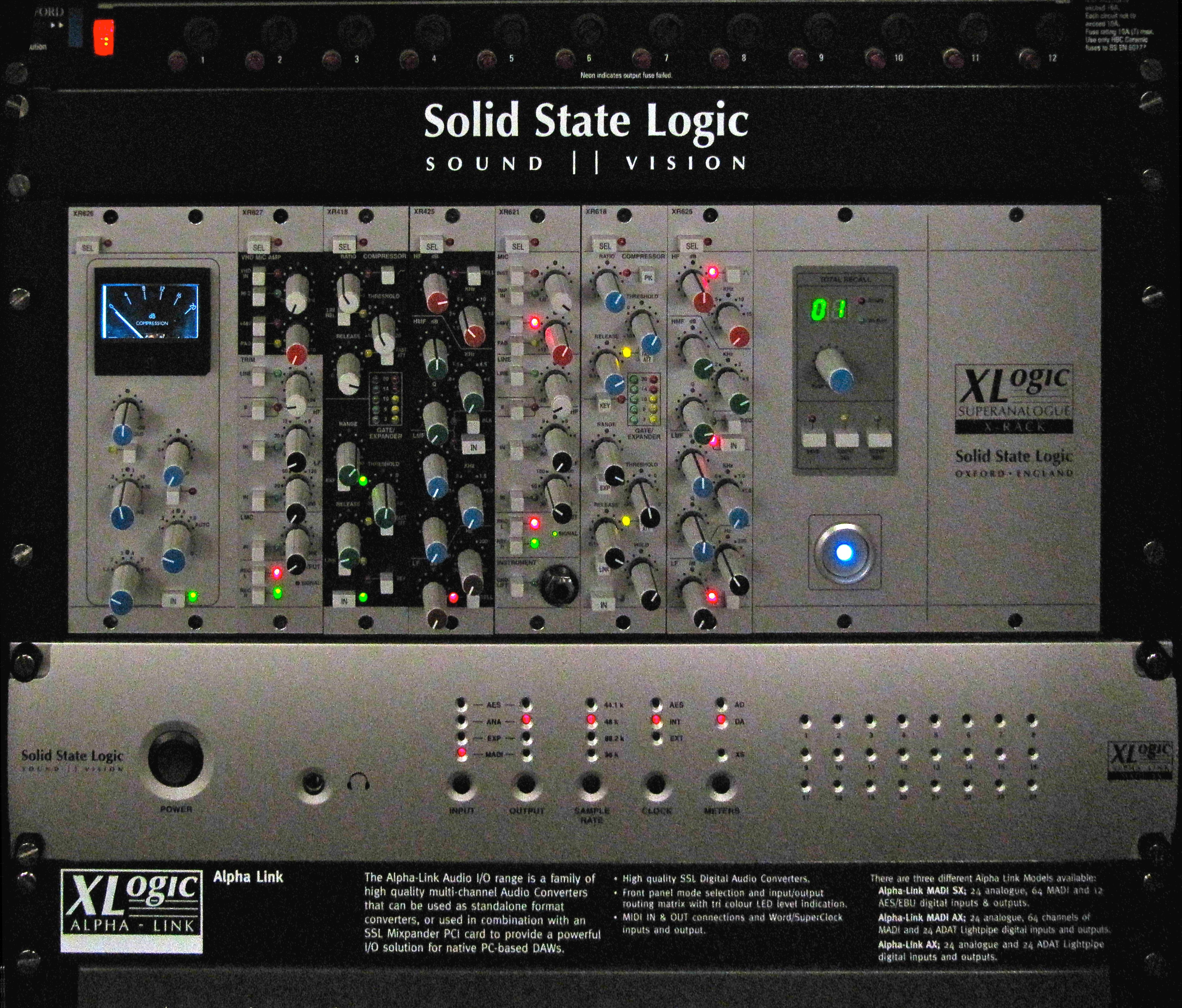
XLogic X-Rack ＆ AlphaLink

XLogic Channel
XL 9000 Kに搭載されているチャンネル・モジュールをアウトボード化した製品。
XLogic SuperAnalogue™ Mic Amp
XL 9000 Kに搭載されているSuperAnalogue™マイク・プリアンプ4系統分をアウトボード化したもの。
【XLogic SuperAnalogue】
X-Desk
16チャンネル版のSSL SuperAnalogue™回路を搭載したサミング・ミキサー。
X-Rack
トータル・リコール機能が付いた 19インチ、4Uサイズのモジュール・ラック・システム。X-RACK Empty Rackには最大8枚のモジュールを自由に組み合わせてシステム構築が可能になっている製品。
Mynx
X-Rack用モジュールを2スロット分まで搭載できるEmpty Rack。X-Rack Empty Rackと同様に、内部バス・カードを装備してあり「4 Line Inputモジュール」や「8 Line Inputモジュール」を使ったサミング・システムを構築可能。
G Series Compressor
Gシリーズのセンターコンプレッサーと同一の設計がなされた1Uラックマウントのステレオ・コンプレッサー。

【XLogic Alpha Analogue】
Alpha Channel
SSLの伝統的なマイクプリ・フィルター・イコライザー・ダイナミクスの組み合わせで、デジタル・オーディオ・ワークステーションに必要なアナログ・プロセッシングの全てを装備したA/Dコンバータ。
Alpha VHD Pre
「Duality」に搭載されているVHD回路を元に作られた4系統のSSLマイク・プリアンプ、およびライン・レベルのDAWオーディオ・インターフェイス。

【XLogic I/O】
- Alpha Link XLogic Alpha-Link MADI SX
- Alpha Link XLogic Alpha-Link MADI AX
- Alpha Link XLogic Alpha-Link AX
- Delta Link
- MADI Opti Coax

### DAW用オーディオ・インターフェース
- 01
- Duende

### Free Plug-ins for DAW
全てSolid State Logic社のサイト内からダウンロードする事が可能で、ユーザー登録すれば無料で使用できる。
LMC-1
SL 4000 シリーズのマスター・セクションに搭載されているリッスン・マイク用のリミッターをソフトウェア化した「SSL Listen Mic Compressor」。MacintoshおよびWindows機種上でVSTまたはAudio Unitsフォーマットとして使用可能。
X-ISM
DAW向けの「DAW Peak Meters」で、デジタル上の厳密なヘッド・ルーム監視やその他にもピーク・メーターとして機能する。MacintoshおよびWindows機種上でVSTまたはAudio Unitsフォーマットとして使用可能。
X-Orcism
DAW向けの「Halloween plug-in」で、自分の声などを入力して再生およびトランスフォーム出来る。MacintoshおよびWindows機種上でVSTまたはAudio Unitsフォーマットとして使用可能。

## 仕様の詳細および特徴、各種オプションなど
ここではシリーズ毎の特徴と主な仕様、選択可能なオプションについて述べる。

### SL 4000 シリーズ（B、E、G、G+）
- SSL社の代表的な音楽/ポスト・プロダクション用ミキシング・コンソール。
- コンソール本体と電源部、コンピューター部（オプション）から構成。
- コンソールからMTRおよびVTR等の各種レコーダーを統括コントロール可能なワンマンオペレーション指向のアーキテクチャー搭載。
- モジュール構成はインライン型であり、H/A部分はマイク/ラインが切り替え可能であるとともに独立したテープ/グループ・モニター入力を持つ。ライン入力とテープ/グループ入力はパッチベイでノーマル接続。
- チャンネル・モジュールはBus Assign Switch、H/A、Line Level Trim、Dynamics、Filter、EQおよびInsert Select Switch、Aux Send、Small Fader、PAN-POTの各セクションから構成され、トータル・リコール・カード（オプション）の搭載により、全てのパラメーターを静的に記憶可能。
- LF、RF、LB、RB（フロント用のL/Rとリア用のL/R）で構成される4本のステレオ・ミックス・バス、32系統のグループ・バス（注、Bシリーズのみ未確認、Bシリーズのルーティングはロータリースイッチである）、1〜4のモノ Aux Sendと1ステレオCue Send（Aux Sendと同様）を搭載。Gシリーズ以降はセンター・セクションを挟んでCue/Auxバスを左右で分離可能なスプリット・キュー機能が搭載。
- メーターは針式（VU/PEAK）あるいはプラズマ型バー・メーターの選択が可能であり、レベル表示だけではなくチャンネル・フェーダーのVCAレベルも監視可能。バー・メーター仕様を選択した場合は、VU/PEAK表示の切り替えとスペクトラム・アナライザー機能がセンター・セクションのコミュニケーション・スイッチ・セクション内にあるスイッチで選択可能になっていて、表示も+10dBアップさせた表示が可能。
- パッチベイが標準ではコンソールの左右どちらかのフレームに搭載されて本体に埋め込むタイプと、コントロール・ルーム内の壁に設置可能なリモート・パッチベイ形式から選択できる。また、マイク入力部分の列は日本仕様では標準搭載となっているが、海外では搭載されていないケースが多い。
- センター・セクションには以下のような機能と設備および回路が搭載されている。
  - AUXとCUEのマスター・セクション。
  - 接続されている録音再生機器をコントロールするトランスポート・セクションとシンクロナイズ・コントロール・スイッチ・セクション。
  - モニター出力回線のON/OFFスイッチとトリム・ポット。
  - マスター・バス・コンプレッサー。
  - 各種録音再生機器などからの外部ソース入力の選択スイッチ群。
  - メーター表示モード切り替えスイッチ、8チャンネルに分割されたグループ毎のソロ・アイソレート・スイッチとグループ毎のメーター入力切り替えスイッチなどが搭載されたセクション。
  - トーク・バックやリッスン・マイク（スタジオ側に設置されているコミュニケーション用のマイク音を聞く機能）等のスイッチ群があるコミュニケーション・セクション。
  - コンピュータ・オートメーション操作用のキーボード群。
  - コンピューター・オートメーション用の表示ディスプレイ。
  - マスター・フェーダー。
- 4000シリーズに搭載されているコンピューターの機能は大きく以下の点に分類される。
  - SMPTE タイムコードを利用したフェーダー・オートメーション・システム。
  - MTRやその他の録音再生機器などの走行系および操作系コントロール・システム。
  - コンソールのチャンネル・モジュールの全パラメーターを記録するトータル・リコール・システム。

## コンピューター・オートメーション

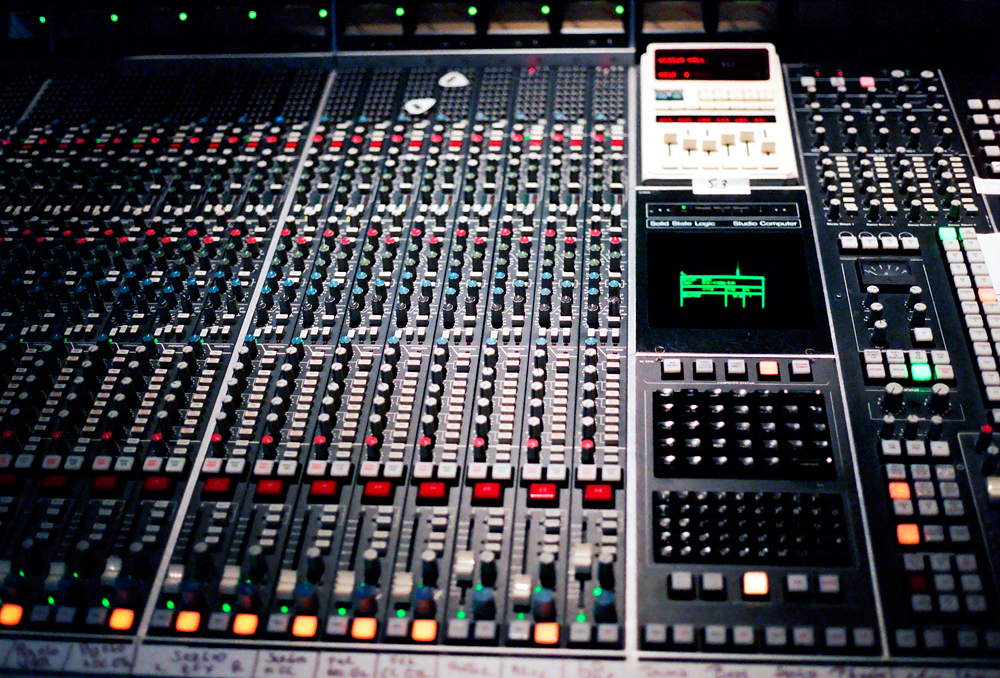
SL6072E/G

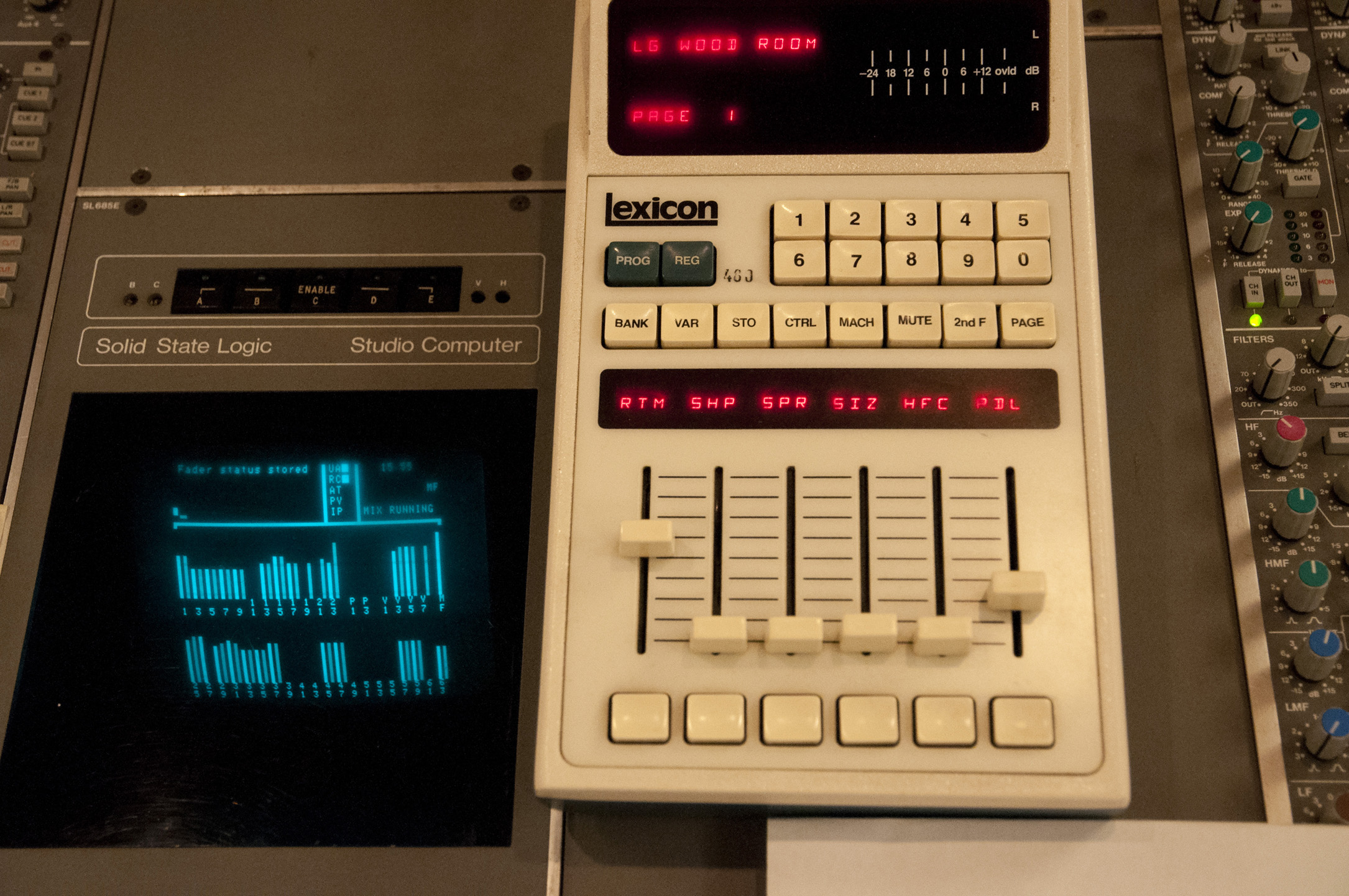
SSL Studio Computer Display

基本特性
SL 4000 シリーズから搭載されているコンピューター・オートメーションにはいくつかの機能が有り、ミキシング・データとしてのラージ・フェーダーの上げ/下げと、ラージ・フェーダー側のチャンネル・カット・スイッチのON/OFF動作の記録/再生、ドロップ・イン（パンチ・イン）をコンソールの各チャンネル・モジュールに搭載されているスイッチから行った場合のドロップ・イン・タイミングの記録/再生、シンクロナイザー機能のコントロールなど、いくつかのパートに分けて考えられる。
ミキシング用フェーダー・オートメーションの取り扱いデータは、SMPTEタイムコードを使ってオン・ラインで動作する事においては一般的な他メーカーの機種と変わりはないが、Neve製コンソール等に導入されているFlying FadersやGML Automation Systemのようにイベント発生時（フェーダーの上げ下げやカット・スイッチのON/OFF）毎にその時点の数値情報みを点情報として記録するスタイルではなく、搭載コンピューターの "Name Title" コマンドやいくつかの方法で曲の頭または記録開始地点を指示し、そのタイムコード上のアドレスをデータの開始時点として記録し始め、データ書き込み終了時の "end" キーを押すまでの間にかけて、フェーダーやスイッチからのデータの書き込みが有ろうが無かろうが、入力されているタイムコード・アドレスに沿って各々のチャンネル・モジュールに対するミキシング・データを線情報として全て記録するスタイルであり、様々なコマンドによってオフライン編集も可能になっているなど、開発当初からスタジオでのミキシング・セッションにフォーカスを絞った設計が行われている。
オペレーション
コンピューター・オペレーションは、手前側にアルファベットがQWERTY配列で並べられたキーボードと、その上部にはSSL オートメーション専用のコマンド・キーが並べられた専用コマンド・キーボード・セクションの2つがコンソール・センター・セクションの下部左側に配置され、専用コマンド・キーを使用する事によって用途に沿ったコマンド入力がとても使いやすいシステムとなっていた。Eシリーズではアルファベット入力が出来るキーボードの各キーが通常のキーボードの1/4程の大きさにまで絞られた小型版が用意されていたが、Gシリーズ以降では通常のフルサイズ版キーボードがアルファベット入力用に用意され、専用コマンド入力用のキーボードには変更がなかった。そしてアルファベット用キーボードにはファンクション・キーが初めて搭載されて、各種オペレーション・コマンドをユーザーが自由に組み合わせて登録し、1キー操作で必要なコマンド・ラインを完結できたため、コマンド入力時においては非常に重宝するスタイルとなった。ただし、スタジオが変わってしまいコンソール自体が別の物になると当然のようにファンクション・キーに登録したコマンドは再入力し直さなければならなかった。
モニター・ディスプレイ
SL 4000 シリーズでは一貫してコンピューター・オペレーション用のモニター・ディスプレイは小型でモノクロ仕様が使用されていて、コマンド専用キーボード上のコンソール・センター・セクションに内蔵されていた。シリーズ全般を通してディスプレイ本体はモノクロ画面だったが、緑色のカバーがフィルター的に取り付けられたため画面上の文字色はそれを透過する事によって緑色に見える仕様になっていた。
データ記録メディア
ミキシング・データの記録媒体に関しては、SL 4000 Eシリーズまで8インチ型フロッピー・ディスク（以下 FDと表記）とフロッピー・ディスク・ドライブがデータ取り扱いメディアに用意され、コンソールとマルチ・ケーブルで接続されたタワー型のSSL専用コンピューターからのデータはFDに記録された。左側のドライブにはシステム・ディスクをロードさせ、右側のドライブに記録用のディスクを挿入して使用するシステムだった。1枚のFDが容量的にすぐに一杯になってしまったため、コマンドを使って別のディスクに残したい最新データのみをコピーするなど運用面ではコンソールの多チャンネル化に伴い取り扱えるデータ量に限界があったが、FD自体が薄いお陰でミキシング・データをセッションで使用したマルチトラック・テープの箱の中に一緒に入れて移動できるなど、メリットもあった。
SL 4000 Gシリーズが発表された時点でSSL専用コンピューターの仕様が若干変更されて、それまでのコンピューター・オペレーションで使えたコマンドより様々な追加が試みられ、Eシリーズまでは部分的にミキシング・データをアップデートしたいときには任意のミキシング・データを選択してから "Goto"' + "Mix" + "Execute" でマルチトラック・テープなどをスタートさせ、コンピューターが動作し始めてタイムコードを読み込んだのを確認してからロケーターで任意の場所までテープを走らせてから、アップデートしたいミキシング作業を行わなければミキシング・データが壊れてしまうなどの厄介な運用面があったが、Gシリーズでは "Goto" + "Join" + "Mix" + "at" + "指定する時間情報" またはテープを任意の場所で止めて時間情報の代わりに "Here" を使い、ある特定の場所だけのデータ・アップデートが容易になるなど、ミキシング上でのオペレーションの自由度が増すコマンド・ラインの変更が成された。そしてオフ・ラインでのミキシング・データ編集機能も色々と用意されたため、テープを走らせながらのオン・ラインによるミキシング作業以外の方法も追加刷新された。
ミキシング・データを記録するメディアは相変わらず8インチ型FDも使用されていたが、新たにデータ・カートリッジ形式のフロッピー・ディスクとハード・ディスクの中間的フォーマットになるデータ記録用メディアが用意され、システム・ディスクは8インチ型FDのままだったが、ミキシング・データの記録容量とデータ書き込みトラフィックの速度向上が計られ、作業効率は大幅に向上した。その後3.5インチ型の2HD FD用のフロッピー・ドライブも用意されるようになり、容量アップと共に可搬性も増した。最終的にはデータ・カートリッジ方式は使用するメディアの生産終了などに伴い利用される事はなくなり、3.5インチ型FDだけがデータ記録メディア形式として残る事になった。
ミキシング時のステータス
ミキシング中にデータ書き込みのステータスがどのモードに入っているかの確認は、各チャンネル毎のラージ・フェーダー左側上部に搭載されている緑と赤のLEDの点滅および点灯とモニター・ディスプレイ内の右側上部ある表示で確認する事が出来るが、マスター・フェーダーに関してだけはフェーダーの部分にステータス表示用のLEDは搭載されずモニター画面内のみの表示となる。
ステータスの切り替えにはチャンネル・フェーダーの場合はステータス切り替え用のスイッチがステータス表示用LEDのすぐ上に設置されていて、スイッチを押す回数でステータスを順番に切り替え、目的とするステータスになるまでスイッチを押して切り替えて行く方式が採られている。マスター・フェーダーに関してはステータス切り替えがフェーダー部分にはなく、コンピューター・コマンド用キーボードの操作によって順次切り替える方法になっている。
基本となるステータスには以下のような物がある。
Absolute（=ABS、アブソリュート）【 LEDは赤の点灯、緑の消灯 】
常にフェーダーおよびカット・スイッチからの情報が新規または書き換えで絶対値としてその時点の位置情報等が書き込まれ続けるモードになり、新規ミックス開始時には以前のデータがないため自動的にこのモードに入る。
Trim（=TR、トリム）【 LEDは赤の消灯、緑の点灯 】
保存されたデータに対してデータの微調整定な書き足しを行う際に使用するモードで、上記Absoluteで書き込み終えた後ミックスを立ち上げた際には基本的にこのモードに入る仕様でもあった。フェーダーの場合は以前のデータを再生しながら、そのデータに対しての上げ下げを行うモードとなるため、フェーダーがある位置での絶対値で書き込むわけではなく、フェーダーはミックス再生前にどこにあっても問題ない。カット・スイッチの場合はON状態に対してOFF情報を書き足したり、OFF情報からONにする（カットを開く）書き込みなど、オン・ラインでリアルタイムに編集するような状態でのアップデート作業になる。カット・スイッチ自体がハードウェア・スイッチなので、カットをONにしたままミキシングを続けると前回のミックスでカットをOFFにしてあってもデータは新たにONとして上書き記録してしまう。
Play Cuts Only（プレイ・カッツ・オンリィ）【 LEDは赤の点灯、緑の点滅 】
カット・スイッチのみ再生するミキシング・データからの再現になり、フェーダーの方は常に新規データとして書き込まれるAbsoluteと同じ書き続ける（データを再現しない）モードとなる。ミックス開始時にチャンネル・カットだけを先に書き込んでおいて、フェーダーによるバランスおよびEQやダイナミクス系などを使ってのサウンド作りを続ける際に使うモードでもある。
Play Faders Only（プレイ・フェーダーズ・オンリィ）【 LEDは赤の点滅、緑の点灯 】
フェーダーの上げ下げ情報のみ再生するミキシング・データからの再現になり、カット・スイッチはAbsoluteと同じ状態を維持する。カット・スイッチのデータ書き込み中心のアップデート作業時に使えるモード。
Immediate Pickup（=IP、イミディエイト・ピックアップ）
アルティメーション・ミキシング・システム使用でモーター・モード（ムービング・フェーダー状態）時においては再現モードがトリム・モードの場合などで、フェーダーをタッチして書き込みする体勢になった時点で、あらかじめ設定してある任意のステータスへ自動的に切り替わり、フェーダーから手を離すと自動的に元のモードにデータ・ジョインして書き込み終了させ、データが入力されたときだけそのまま書き込みが可能になりアップデートする為のモード。VCAシステムの場合にはデータ書き始めの時点はデータ値に対して変更が加えられた時点からとなり、アップデートを終了させるにはフェーダー左側上部にあるステータス切り替えスイッチを押してこの書き込みモードから脱出する形になる。書き込み方としては多少特殊な方法になる。
他にも様々なモードやオフ・ライン編集などの組み合わせ方での様々なミキシング・データ書き込み方法が存在する。
SL 9000 シリーズ以降
SL 9000シリーズではコンピューター自体の性能が数世代アップデートされ、記録出来るミキシング・データの領域もラージ・フェーダーとそのフェーダーのカット・スイッチ以外にスモール・フェーダー、スモール側のカット・スイッチ、パンポット、など豊富になってきたため、ミキシング時のオートメーション機能と自由度が数倍向上する結果となった。
それまでのコンピューター・オペレーションにはマウスなどのポインティング・デバイスは一切使われない仕様で、全てがコマンド入力によるオペレーションだったが、この世代より小型のペン・タブレットがコンソールのマスター・セクションにあるグループ・フェーダー並びに搭載され、カーソルで画面上に見えるデータへのアクセスおよび編集が可能になった。そして、ミキシング・データのオフ・ライン編集機能も著しく追加向上された。
専用モニター・ディスプレイも一般的なコンピューター用モニター・ディスプレイとほぼ同型の物がコンソール・センター・セクションに埋め込まれる形となり、表示可能な情報量は格段に増えた。XL 9000 Kからは埋め込まれたモニター・ディスプレイ自体の角度を変える事が出来るようになったため、視認性は更に向上した。